# Stefano Lilipaly
Stefano Lilipaly (ur. 10 stycznia 1990 w Arnhem) – indonezyjski piłkarz występujący na pozycji pomocnika.

## Kariera piłkarska
Od 2011 roku występował w FC Utrecht, Almere City, Consadole Sapporo, Telstar, Cambuur i Bali United.